# Limba engleză modernă timpurie
Engleza modernă timpurie (engleză Early Modern English) se referă la perioada în istorie a limbii engleze între secolul XV (dezvoltare din engleza mediă) și anul 1650. Astfel prima ediție a Bibliei Regelui Iacob și poemele lui William Shakespeare aparțin fazei târzii a englezei moderne timpurii, deci Biblia Regelui Iacob a ținut intenționat puține arhaisme care nu au fost populare și comune chiar când ea a fost lansată. Cititorii actuali ai limbii engleze pot înțelege, în general, scriitura modernă timpurie. Cazurile problematice pentru ei pot fi schimbările în gramatică, semantică și fonetică.

## Istorie
Începutului perioadei moderne din istoria limbii engleze nu poate fi datat în mod exactă pentru că engleza, ca și orice altă limbă, evoluează în mod constant. În general, pentru a marca începutul se folosesc următoare date:
- 1476 — Wiliam Caxton a introdus mașină de tipărit în Westminster
- 1485 — casa Tudor a obținut tronul englez începând perioada stabilizării politice și sociale
- 1491 (1492) — Richard Pynson a introdus mașină de tipărit în Londra. Tipărind, el a preferat așa-numitul standard al curții folosit și de către guvern.

## Aparitia Early Modern English
Primul prag pentru formarea limbii engleze moderne a inceput în anul 1500 și s-a sfârșit o dată cu apariția secolului XVIII. Această perioadă s-a numit „Early Modern English”. Ea a fost caracterizata pentru început prin procesul „Great Shift Vowel”.
Procesul respectiv a afectat vocalele lungi ce au fost existente în perioada Middle English. Schimbarea s-a realizat în lanț, acest fapt însemnand că o simplă schimbare declanșa o cu totul altă modificare în sistemul vocal.
Vocalele de mijloc și cele deschise au fost inalțate, iar vocalele închise au fost sparte in diftongi. Spre exemplu cuvântul „bite” ( muscătură ) era pronunțat înainte ca și cuvântul „beet” ( sfecla ).
O dată cu apariția Early Modern English s-a putut realiza o distincție de pronunție între cele două cuvinte.
Sistemul „Great Vowel Shift” a fost implementat în secolul XVII. Acesta explică multe iregularitați in Engleza vorbită din perioada Middle English. De asemeni, tot acest proces explică de ce vocalele au pronunție diferită în limba Engleză fața de alte limbi străine.
Apariția perioadei „Early Modern English”, a păstrat totuși anumite grupuri de litere. Spre exemplu grupul de litere: kn, gn si sw au fost păstrate în continuare în anumite cuvinte. Astfel, cuvinte precum knight, sword și gnat și-au păstrat în continuare structura.
Shakespeare a fost unul dintre adepții perioadei „Early Modern English”. Deși termenii plasați în operele lui literare sunt considerați a fi arhaisme, ele sunt practic o evidențiere clară a vocabularului din acea perioadă.
În anul 1611 Biblia a fost scrisă folosind termenii din „Early Modern English” sau limba engleză modernă timpurie. Cartea sfântă a fost scrisa de către James King, iar un exemplu din vocabularul folosit în acea perioadă este: „The Foxes haue holes and the birds of the ayre haue nests„.
Spre sfârșitul acestei perioade descoperim dispariția cazului și a efectelor acestuia în structura propoziției. Este înocuit genitivul non-posesiv cu structura simplă a cuvintelor Subiect – Verb – Obiect.

### Apariția primelor dicționare pentru limba engleză modernă ( Early Modern English )
În anul 1755 Samuel Johnson a scris și a publicat primul dicționar al limbii engleze. El a introdus un standard pentru regulile de ortografie. Tot în acest dicționar se găsesc și anumite norme de utilizare.
Răspandirea Imperiului Britanic din secolului XVIII a permis interacțiunea limbii engleze cu alte limbi straine. Limba Engleza s-a imbogațit extrem de mult o data cu extinderea teritoriului englez, obțindand foarte mulți termeni din zona științifica, precum și din alte filiere.